# Anguilliformes
Anguilliformes је ред риба који је добио назив по породици јегуља која му припада. Ова група броји око 350 врста.

## Општи изглед
Тело је издужено, змијолико често без крљушти или је крљушт веома закржљала. Репно пераје је са горње стране повезано са леђним, а са доње са аналним. Трбушна пераја су често закржљала или их уопште нема, а код мурина нема ни грудних. Тело ствара обиље слузи која помаже у дисању кроз кожу.

## Станиште
Ово су морске рибе, али представници два рода улазе и у реке. Један од њих је род коме припада европска јегуља. Већина врста живи у тропским и екваторијалним морима, а тек неколико се среће и у хладним морима. Бирају дубине у којима су колебања температуре минималне у току године.

## Класификација
Подред 
- (јегуље)
- (мурине)

Подред 
- - Укључујући
- (дуговрате јегуље)
  - Укључујући

Подред 
Подред Synaphobranchoidei
- - Укључујући ,  и

У неким класификацијама фамилија Cyematidae припада Anguilliformes, али по „FishBase system“ она припада реду Saccopharyngiformes. Такозвана електрична јегуља из Јужне Америке није права јегуља, већ је сроднија шаранима.